# Oscar Goldoni
Oscar Goldoni (Anta Gorda, 3 de agosto de 1949 — Ponta Porã, 15 de setembro de 2015) foi um agropecuarista, empresário e político brasileiro, outrora deputado federal por Mato Grosso do Sul.

## Biografia
Filho de Aquilino Goldoni e Teresa Baldo. Chegou ao Mato Grosso do Sul em 1976, um ano antes da lei que criou o referido estado, onde estabeleceu-se como agropecuarista, atuando na suinocultura, avicultura, produção de soja e aguardente.
Sua carreira política teve início em 1989 quando filiou-se ao PDT e por esta legenda foi eleito deputado estadual em 1990, mandato ao qual renunciou ao eleger-se prefeito de Ponta Porã em 1992. Porém, não concluiu o mandato, afinal renunciara para candidatar-se a deputado federal em 1994 e foi eleito. Em maio de 1995 pediram a quebra de sua imunidade parlamentar para investigar acusações de contrabando, falsidade ideológica e uso de documento falso, mas tal requisição não prosperou. Foi expulso de seu partido ao votar pela quebra do monopólio do petróleo e das telecomunicações, tal como propunha o Governo Fernando Henrique Cardoso. Filiado então ao PMDB, perdeu as eleições para prefeito de Ponta Porã em 1996 e a reeleição para deputado federal em 1998. De volta ao PDT perdeu outra eleição para deputado federal em 2002 e a deputado estadual em 2006. Entre um pleito e outro foi presidente do diretório municipal do partido em Ponta Porã, cidade onde possuía uma distribuidora de bebidas.
Foi assassinado em Ponta Porã em 2015, executado com dez tiros de fuzil.